# Hjördis Lind-Campbell
Hjördis Ingrid Alma Maria Lind-Campbell, född 27 juni 1891 i Stockholm, död 13 september 1984 i Västerås, var en svensk läkare. Hon studerade medicin vid Lunds universitet där hon avlade kandidatexamen 1914 och licentiatexamen samt erhöll läkarlegitimation 1922. Hon arbetade en tid som läkare vid universitetssjukhuset i Lund och senare i livet bland annat som skolläkare i Västerås. Hon var även aktiv i Folkpartiet.
Hjördis Lind-Campbell gifte sig 1916 med etnologen Åke Campbell. Tillsammans fick de fyra barn, bland andra Dag Campbell. Makarna Campbell är begravda på Uppsala gamla kyrkogård.